# Rio Uberaba (vattendrag i Brasilien, Minas Gerais, lat -20,12, long -48,52)
Rio Uberaba är ett vattendrag i Brasilien.   Det ligger i delstaten Minas Gerais, i den sydöstra delen av landet, 500 km söder om huvudstaden Brasília. Rio Uberaba ligger vid sjön Barra Bonita Reservoir.
Runt Rio Uberaba är det ganska glesbefolkat, med 30 invånare per kvadratkilometer.